# Пеллиония
Пеллиония (лат. Pellionia) — род цветковых растений семейства Крапивные (Urticaceae). Род включает в себя более 20 видов вечнозелёных многолетних травянистых растений и полукустарников, широко распространенных в тропических и субтропических областях Юго-Восточной Азии.
Современный анализ ДНК показывает, что роды Elatostema, Pellionia и Pilea могут быть объединены в один род. 

## В культуре
В комнатных условиях выращивают 2 вида: ампельную пеллионию Даво (Pellionia daveauana)  и пеллионию прекрасную (Pellionia pulchra). Оба вида могут считаться синонимами Pellionia repens.
Пеллиония Даво имеет яйцевидные зелёные листья со светлой серединкой - светлой полосой вдоль серединной жилки листа; края оливковые или бронзово-зелёные. У пеллионии прекрасной на верхней стороне листа очень темные жилки, нижняя сторона пурпурная.
Обычно выращиваются в террариуме или «бутылочном садике», в качестве ампельного или почвопокровного растения в уходе более сложно. Требуют высокой влажности воздуха и тепла зимой, теневыносливы.
Освещение - полутень или рассеянное. Температура летом 20—24 °C. Зимой чуть меньше, но не ниже 16 °C. Полезен свежий воздух, но чувствительны к сквознякам. Полив регулярный, по мере высыхания кома, зимой полив уменьшают. Влажность воздуха повышенная, но переносит и сухой воздух квартир при частом опрыскивании листьев. Почва должна быть питательной и лёгкой, с хорошим дренажом. Пример смеси - листовая, перегнойная, торфяная земля и крупнозернистый песок в соотношении 2:1:1:1. Горшки должны быть неглубокие, т.к. корневая система у растения поверхностная. Подкормка периодическая. Растение быстро разрастается и теряет декоративность, п.э. рекомендуется проводить прищипку и раз в 2—3 года обновлять его черенками. Размножать стеблевыми черенками весной или круглый год или делением при пересадке.

## Таксономия
Pellionia Gaudich., Voy. Uranie, Bot. 494, t. 119 Архивная копия от 24 февраля 2020 на Wayback Machine, 1830.

### Синонимы
Polychroa Lour. nom. rej.

### Виды
Разными авторами было описано около 70 видов, однако, общепризнанными считаются 22 вида:
- Pellionia acutidentata W.T.Wang
- Pellionia brachyceras W.T.Wang
- Pellionia brevifolia Benth.
- Pellionia caulialata S.Y.Liou
- Pellionia cephaloidea W.T.Wang
- Pellionia grijsii Hance
- Pellionia heteroloba Wedd.
- Pellionia heyneana Wedd.
- Pellionia incisoserrata (H.Schroet.) W.T.Wang
- Pellionia latifolia (Blume) Boerl.
- Pellionia leiocarpa W.T.Wang
- Pellionia longipedunculata W.T.Wang
- Pellionia macrophylla W.T.Wang
- Pellionia paucidentata (H.Schroet.) S.S.Chien
- Pellionia pellucida (Raf.) Merr.
- Pellionia radicans (Siebold & Zucc.) Wedd.
- Pellionia repens (Lour.) Merr.
- Pellionia retrohispida W.T.Wang
- Pellionia scabra Benth.
- Pellionia veronicoides Gagnep.
- Pellionia viridis C.H.Wright
- Pellionia yunnanensis (H.Schroet.) W.T.Wang